# Apodanthera roseana
Apodanthera roseana là một loài thực vật có hoa trong họ Cucurbitaceae. Loài này được Cogn. ex Rose mô tả khoa học đầu tiên năm 1895.